# An Lushan

An Lushan

China in 742

An Lushan (traditioneel Chinees: 安祿山; vereenvoudigd Chinees: 安禄山; pinyin: Ān Lùshān /aan loe.sjaan/) (ca. 703 – 757) was een van huis uit Sogdisch-Turkse rebellenleider tijdens de Tang-dynastie. Aanvankelijk verdedigde hij China's noordoostgrens tegen de Khitan, maar later ontketende hij de An Lushan-opstand. Deze opstand zou het Chinese Tang-rijk voorgoed ontwrichten en deed qua slachtoffers wellicht alleen onder voor de Tweede Wereldoorlog. Het aantal dodelijke slachtoffers door de acht jaar durende opstand liep in de tientallen miljoenen.

## Biografie
An Lushan is in feite de verchineesde versie van de naam An Rokhan. An is een familienaam, een toponiem dat verwijst naar een Centraal-Aziatisch koninkrijk. Rokhan betekent "licht" in de Sogdische taal en is de mannelijke versie van de bekendere naam Roxane.
An Rokhan werkte aanvankelijk als handelaar in de grensstreek tussen Noordwest-China en de Turkse kanaten noordwestelijk daarvan. Zijn moeder was een Turkse shamane, zijn vader Sogdisch of Iraans. An Rokhan werd beschuldigd van schapendiefstal en ter dood veroordeeld. Om aan zijn executie te ontkomen, ontvluchtte hij de streek, trok richting het naburige China en nam dienst in het Chinese leger.

## Oorlog en gouverneurschap
Tijdens de oorlog tegen de Khitan in 751-52 onderscheidde An zich. Uiteindelijk werd hij benoemd tot jiedushi, militair gouverneur, over een gebied in Noordoost-China. Vanuit deze positie kreeg hij toegang tot het keizerlijk hof, en raakte in de gunst bij Yang Guifei, de favoriete concubine van keizer Xuanzong. Yang Guifei, zelf enigszins mollig, zou de naar het schijnt dikke en lelijke An Lushan wel een vermakelijk mannetje hebben gevonden. Volgens de overlevering zou ze hem eens zelfs in een kinderwagen door het paleis hebben geduwd. Rond deze tijd deden ook geruchten de ronde dat de twee stiekem het bed met elkaar deelden. Hoe het ook zij, An was de favoriet van de concubine, die hem tot hertog en gouverneur van drie grensprovincies liet benoemen.
In deze positie beschikte An over verschillende forten en een leger van 164.000 man. Met dit leger plande hij een revolte, waarbij hij gebruik maakte van de ontevredenheid over het extravagante keizerlijk hof en een serie natuurrampen die zouden aankondigen dat het Hemels Mandaat van de keizer verstreken was. Vanwege zijn positie bij het hof was An Lushan gevrijwaard van kritiek en de keizer weigerde te luisteren naar waarschuwingen van hoge notabelen over zijn troepenopbouw aan de grens.

## An Lushan-opstand
In 755 begon An Lushan zijn opstand en marcheerde met zijn leger naar de oostelijke hoofdstad Luoyang, onder het voorwendsel dat hij zijn rivaal Yang Guozhong wilde straffen. Hij behandelde degenen die zich overgaven edelmoedig, waardoor veel keizerlijke troepen naar hem overliepen. Zijn leger bezette Luoyang nog hetzelfde jaar. Daar liet hij zich tot keizer kronen en stichtte een eigen dynastie: de Grote Yan. Nu was het zaak om zo snel mogelijk Zuid-China te bezetten voor de Tang zich konden herstellen. Deze opmars verliep echter een stuk trager dan verwacht door onverwacht stugge weerstand van de Tang. An Lushan leed twee nederlagen tegen de sterk in de minderheid zijnde Chinese troepen bij Yongqiu (756) en Suiyang (757). Hierdoor werd de opmars vertraagd en konden de Tang zich herstellen. Weliswaar werd de westelijke hoofdstad Chang'an in 756 bezet, maar de nieuwe dynastie leed al onder verdeeldheid en de extreme paranoia van An Lushan.

## Nadagen en overlijden
In 757 was An Lushan volgens de overlevering blind geworden, wellicht ten gevolge van suikerziekte door zijn sterke overgewicht. Datzelfde jaar werd hij door zijn eigen zoon vermoord. Zijn Grote Yan dynastie werd zowel in binnen- en buitenland als door historici nauwelijks als een "echte" dynastie erkend. Zijn opstand markeerde het begin van het einde voor de Tang-dynastie, die weliswaar uiteindelijk de rebellie neersloeg, maar verzwakt uit de strijd kwam. In de Chinese geschiedenis wordt An Lushan dan ook gezien als een persoon die een einde maakte aan een gouden eeuw in de Chinese geschiedenis.